# Trnovec nad Váhom
Trnovec nad Váhom este o comună slovacă, aflată în districtul Šaľa din regiunea Nitra. Localitatea se află la altitudinea de 116 m deasupra n.m., se întinde pe o suprafață de 32,54 km2 și în 2017 număra 2.709 locuitori.

## Istoric
Localitatea Trnovec nad Váhom este atestată documentar din 1113.

## Demografie
| An:                | 1994 | 2004   | 2014   | 2024   |
| ------------------ | ---- | ------ | ------ | ------ |
| Număr de persoane: | 2466 | 2603   | 2688   | 2757   |
| Diferență:         |      | +5,55% | +3,26% | +2,56% |

| An:                | 2023 | 2024   |
| ------------------ | ---- | ------ |
| Număr de persoane: | 2775 | 2757   |
| Diferență:         |      | −0,64% |